# 外モンゴル独立公民投票
外モンゴル独立公民投票（がいモンゴルどくりつこうみんとうひょう、モンゴル語: Монгол Улсын тусгаар тогтнолын төлөө бүх ард түмний санал хураалт）は、1945年10月20日に外モンゴルで行われた独立公民投票で、中華民国から外モンゴル（モンゴル人民共和国）が独立するかどうかを決めた。
同年9月21日、モンゴル政府は投票実施に関わる指示を公布し、投票実施の体制を整えた。アイマク（県）・ホト（市）・ソム（郡）・バグ（村）・ホロー（区）・ホリ（二十戸）という行政単位に従い投票者名簿を作成し、全国4,251カ所に投票所を設けた。
一方、10月18日から24日まで、投票参観のため、雷法章内政部次長を団長とする中華民国政府代表団12名がウランバートルに派遣された。
投票日の結果は、投票率98.4パーセント（487,409人）、投票者の100パーセントが「独立承認」に賛成した。
1946年1月5日、モンゴル政府は国民政府によって独立を認められた。